# ويليام هولدن
ويليام هولدن (William Holden) (وُلد في 17 من أبريل 1918م وتوفي في 12 من نوفمبر 1981م) هو ممثل أمريكي. فاز هولدن بجائزة أوسكار لأفضل ممثل عام 1954م كما فاز بجائزة إيمي لأفضل ممثل عام 1974م. وهو أحد نجوم الأفلام المشهورين والمحبوبين دائمًا، حيث كانت أفلامه من أكبر الأفلام سحبًا في شباك التذاكر، كما تم اختياره ضمن «أفضل 10 ممثلين للعام» ست مرات (1954م–1958م و1961م)، وجاء ترتيبه في قائمة معهد الفيلم الأمريكي 100 عام و100ممثل (AFI) معهد الفيلم الأمريكي رقم 25. ومثّل دور البطولة في معظم الأفلام الأكثر شعبية والتي لاقت استحسان النقاد على الإطلاق، وتتضمن هذه الأفلام الأكثر شعبية فيلم سانسيت بوليفارد (Sunset Boulevard) وجسر على نهر كواي (The Bridge on the River Kwai) والعصابة البرية (The Wild Bunch) والجحيم الشاهق (The Towering Inferno) وشبكة (Network).

## نشأته وتعليمه
ولد هولدن وحمل اسم ويليام فرانكلين بيدل الابن في 17 أبريل 1918، في أوفالون بإلينوي، وهو ابن ماري بلانش بيديل (كنيتها قبل الزواج بول 1898-1990)، وهي مدرسة، وزوجها ويليام فرانكلين بيديل (1891-1967)، وهو كيميائي صناعي. كان لديه شقيقان أصغر، روبرت ويستفيلد بيدل (1921-1944) وريتشارد بيديل (1924-1964). ولدت إحدى جدات والده، ريبيكا ويستفيلد، في إنجلترا عام 1817، بينما استقر بعض أسلاف والدته في مقاطعة لانكستر في فرجينيا بعد أن هاجروا من إنجلترا في القرن السابع عشر. أصبح شقيقه الأصغر، روبرت و. بوبي بيدل، طيارًا مقاتلًا في البحرية الأمريكية وقُتل أثناء القتال في الحرب العالمية الثانية، فوق أيرلندا الجديدة، وهي جزيرة احتلتها اليابان في جنوب المحيط الهادئ، في 5 يناير 1944.
انتقلت عائلته إلى جنوب باسادينا عندما كان في الثالثة من عمره. بعد التخرج من مدرسة ساوث باسادينا الثانوية، التحق هولدن بكلية باسادينا جونيور، حيث شارك في المسرحيات الإذاعية المحلية.

## المسيرة المهنية

### باراماونت
ظهر هولدن دون ذكر اسمه في فيلم بريزون فارم 1939 ومليون دولار ليغز 1939 لصالح شركة باراماونت.
تعتمد نسخة من كيفية حصوله على اسمه المسرحي هولدن على بيان لجورج روس من بيلبورد يقول فيه: «وليام هولدن، الفتى الذي وقّع للتو على الدور المنشود في غولدن بوي، اعتاد أن يكون بيل بيدل. وإليك كيف حصل على اسمه السينمائي الجديد. في فرع كولومبيا هناك مساعد مخرج وكشاف مواهب يدعى هارولد وينستون. انفصل عن الممثلة غلوريا هولدن، منذ وقت ليس ببعيد، لكنه أكمل العمل بعد الخلاف الزوجي. كان وينستون أحد أولئك الذين اكتشفوا الوافد الجديد لفيلم غولدن بوي وأعاد تسميته؛ تكريمًا لزوجته السابقة!».

### غولدن بوي
كان أول دور بطولة لهولدن في فيلم غولدن بوي 1939، إذ شارك باربرا ستانويك البطولة، ولعب دور عازف الكمان الذي تحول إلى ملاكم. أنتِج الفيلم لصالح شركة كولومبيا، التي تفاوضت على اتفاقية مشاركة مع باراماونت للحصول على خدمات هولدن.
كان هولدن ما يزال ممثلًا غير معروف عندما مثل فيلم غولدن بوي، بينما كانت ستانويك بالفعل نجمةً سينمائية. أعجبت بهولدن وخرجت عن مسارها لمساعدته على النجاح، وخصصت وقتها الشخصي لتدريبه وتشجيعه، ما جعلهم أصدقاء مدى الحياة. عندما حصلت على جائزة الأوسكار الفخرية في حفل توزيع جوائز الأوسكار عام 1982، كان قد توفي هولدن في حادث قبل بضعة أشهر فقط. في نهاية خطاب استلامها للجائزة، قدمت له تكريمًا شخصيًا قائلةً: لقد أحببته كثيرًا وأفتقده. كان يتمنى دائمًا أن أحصل على جائزة الأوسكار. وفي هذه الليلة، يا ولدي الذهبي، تحققت رغبتك».
بعد ذلك لعب دور البطولة مع جورج رافت وهمفري بوجارت في فيلم ذان إنفيزيبل سترايبس من إنتاج شركة وارنر بروذرز 1939.
مرة أخرى في بارامونت، لعب دور البطولة مع بونيتا جرانفيل في فيلم ذوس وير ذا دايز! 1940 تلاه دور جورج جيبس في الفيلم المقتبس عن مسرحية آور تاون 1940 وأنتجه سول ليسر لصالح يونايتد آرتيستس.
وضعت شركة كولومبيا هولدن في فيلم ويسترن مع جان آرثر، أريزونا 1940، ثم في شركة باراماونت ظهر هولدن في الفيلم الحربي الذي حظي بشعبية كبيرة، آي وونتد وينغس 1941 مع راي ميلاند وبحيرة فيرونيكا.
مثّل في عمل ويسترن آخر لصالح شركة كولومبيا، وهو تكساس 1941 مع غلين فورد، وفيلم كوميدي موسيقي في باراماونت، ذا فليتس إن 1942 مع إدي براكن ودوروثي لامور وبيتي هوتون.
بقي في باراماونت من أجل فيلم ذا ريماركبل أندرو 1942 مع برايان دونليف، ثم قدم فيلم ميت ذا ستيوارتس 1943 لصالح شركة كولومبيا. أعادت شركة باراماونت اجتماعه مع براكين في فيلم يونغ ويلينغ 1943.

## قائمة المصادر
- Capua, Michelangelo. William Holden: A Biography. Jefferson North Carolina: McFarland Press, 2010. ISBN 978-0-7864-4440-3.
- Gaines, Virginia Holden. Growing Up with William Holden: A Memoir. Strategems, 2007. ISBN 978-0-9741304-5-3.
- Phillips, Gene D. Some Like It Wilder: The Life and Controversial Films of Billy Wilder. Lexington,, Kentucky: University Press of Kentucky, 2010. ISBN 0-8131-2570-7.
- Quirk, Lawrence J. The Complete Films of William Holden. Sacramento, California: Citadel Press, 1986. ISBN 978-0-8065-0998-3.
- Quirk, Lawrence J.The Films of William Holden. Sacramento, California: Citadel Press, 1973. ISBN 978-0-8065-0375-2.
- Strodder, Chris. Swingin' Chicks Of the Sixties. San Rafael, California: Cedco Publishing Company, 2000. ISBN 0-7683-2232-4.
- Thomas, Bob. Golden Boy: The Untold Story of William Holden. New York: St. Martin's Press, 1983. ISBN 978-0-312-33697-4.

## وصلات خارجية
- ويليام هولدن على موقع IMDb (الإنجليزية)
- ويليام هولدن على موقع الموسوعة البريطانية (الإنجليزية)
- ويليام هولدن على موقع روتن توميتوز (الإنجليزية)
- ويليام هولدن على موقع مونزينجر (الألمانية)
- ويليام هولدن على موقع ألو سيني (الفرنسية)
- ويليام هولدن على موقع تيرنر كلاسيك موفيز (الإنجليزية)
- ويليام هولدن على موقع أول موفي (الإنجليزية)
- ويليام هولدن على موقع قاعدة بيانات الأفلام السويدية (السويدية)
- ويليام هولدن على موقع إن إن دي بي (الإنجليزية)
- ويليام هولدن على موقع ديسكوغز (الإنجليزية)
- Profile @ Turner Classic Movies
- William Holden Wildlife Foundation